# Curtil-sous-Buffières
Curtil-sous-Buffières är en kommun i departementet Saône-et-Loire i regionen Bourgogne-Franche-Comté i östra Frankrike. Kommunen ligger i kantonen Cluny som tillhör arrondissementet Mâcon. År 2022 hade Curtil-sous-Buffières 93 invånare.

## Befolkningsutveckling
Antalet invånare i kommunen Curtil-sous-Buffières
| Referens: INSEE |